# Faisons les fous (film, 1948)
Pour les articles homonymes, voir Faisons les fous.
Pour plus de détails, voir Fiche technique et Distribution.
Faisons les fous (Are You with It?) est un film américain réalisé par Jack Hively, sorti en 1948.

## Synopsis
Milton Haskins est mortifié lorsqu'il égare une virgule décimale qui aurait coûté de l'argent au sein de la Compagnie d'assurance où il travaille et perd également une toute nouvelle promotion. Déprimé, il laisse Goldie McGoldrick le convaincre de se lancer et de rejoindre Acres of Fun, un carnaval itinérant. Ils découvrent que Milton peut faire des claquettes grâce à ses compétences en mathématiques et chanter. Il peut montrer ses nouvelles capacités lorsqu'un artiste se présente ivre. Milton danse et chante et l'acte obtient trois rappels. La fiancée et ancienne secrétaire de Milton, Vivian Reilly, essaie de lui faire reprendre son ancienne vie monotone, mais il se plaît là où il est. Bunny La Fleur, la fille de Goldie, demande à Vivian de venir afin qu'elle puisse essayer de faire changer d'avis Milton. Pendant ce temps, une personne mystérieuse tente de fouiller dans la valise de Milton et, lorsque Milton se présente, lui lance un couteau.
Dans le train, Sally (à l'instigation d'Herman Bogel, le comptable du carnaval) interroge Milton sur les assurances pour en savoir plus sur lui. Vivian surprend ce qui ressemble à ce que Milton est trop amical avec Sally du compartiment suivant, bien que Milton ait en fait affaire au chien de Sally, Boopsie. Cela provoque une rupture dans le couple. Plus tard, Milton est surpris lorsque Vivian se présente au milieu de son acte et commence à faire une danse d'éventail (bien qu'il soit clair qu'elle est entièrement, bien que légèrement, vêtue). Lorsqu'il la traîne hors de la scène, le public s'émeute et ils finissent tous en prison. Cela laisse le carnaval dans une situation financière difficile et le propriétaire Jason "Pop" Carter risque de le perdre au profit de l'acheteur potentiel Mme Minerva Henkle et incapable de verser une caution pour la plupart de ses gens. Bogel révèle qu'il travaille maintenant pour Mme Henkle. Confronté à la ruine, Pop accepte à contrecœur de vendre.
Le cadre de Nutmeg, M. Bixby, paie la libération de Milton et Vivian à condition que Milton retourne travailler pour lui (et le paie sur son salaire). Lors d'une réunion d'affaires, Milton conseille à l'entreprise de conserver son erreur d'origine; il s'avère que ce que Nutmeg perd avec le taux réduit est plus que compensé par le grand nombre de nouveaux clients. Puis Vivian lui montre ce qu'elle a découvert sur Mme Henkle à partir des fichiers de l'entreprise. Le couple se précipite vers le carnaval et convainc Pop de se battre pour le garder. Ils organisent un spectacle, en commençant par seulement cinq d'entre eux, puis utilisent les reçus pour renflouer progressivement le reste des carnies. Lorsque Bogel et Mme Henkle se présentent pour prendre possession du carnaval, Milton prouve qu'elle a fraudé Nutmeg, en collectant une police d'assurance-vie il y a une semaine pour son mari, présumée perdue en mer et légalement déclarée morte sept ans plus tard. Milton identifie Bogel comme M. Henkle par le tatouage sur sa poitrine. Puisque le paiement a été utilisé pour acheter le carnaval, Nutmeg est le nouveau propriétaire, donc Milton et Vivian peuvent travailler pour les deux.

## Fiche technique
- Titre : Faisons les fous
- Titre original : Are You with It?
- Réalisation : Jack Hively
- Scénario : George Balzer, Sam Perrin, Oscar Brodney d'après le roman Slightly Perfect de George Malcom-Smith
- Musique : Walter Scharf
- Montage : Russell Schoengarth
- Producteur : Robert Arthur
- Maison de production : Universal Pictures
- Durée : 93 minutes
- Film en noir et blanc
- Genre : Comédie
- Dates de sortie :
  -  États-Unis 20 mars 1948
  -  Finlande 26 août 1949
  -  Portugal 8 août 1952

## Distribution
- Donald O'Connor : Milton Haskins
- Olga San Juan : Vivian Reilly
- Martha Stewart : Bunny La Fleur
- Lew Parker : Goldie McGoldrick
- Walter Catlett : Jason (Pop) Carter
- Patricia Dane : Sally
- Ransom M. Sherman : Mr. Bixby
- Louis Da Pron : Bartender
- Noel Neill : Terry
- Julie Gibson : Ann
- George O'Hanlon : Buster
- Eddie Parks : Herman Bogel
- Raymond Largay : Mr. Mapleton
- Jody Gilbert : Mrs. Minerva Henkle
- Howard Negley : Ed McNaughton
- Charles Bedell : Barker